# مودری سی‌ای‌پی ۲۳۰
مودری سی‌ای‌پی ۲۳۰ (به انگلیسی: Mudry_CAP_230) یک هواگرد ملخ‌پیشین تک‌موتوره از نوع آکروبات ساخت شرکت Avions Mudry & Cie (now Apex Aircraft) است. هواگرد مودری سی‌ای‌پی ۲۳۰ نخستین پروازش را در ۱۹۹۷ میلادی انجام داد. این هواگرد در سال ۱۹۹۸ میلادی رسماً معرفی گردید.